# Liste der Kulturdenkmäler in Winkel (Eifel)
In der Liste der Kulturdenkmäler in Winkel (Eifel) sind alle Kulturdenkmäler der rheinland-pfälzischen Ortsgemeinde Winkel (Eifel) mit den Ortsteilen Niederwinkel und Oberwinkel aufgeführt. Grundlage ist die Denkmalliste des Landes Rheinland-Pfalz (Stand: 17. Juli 2023).

## Einzeldenkmäler
| Bezeichnung                            | Lage                                 | Baujahr                    | Beschreibung                                                                                 | Bild                           |
| -------------------------------------- | ------------------------------------ | -------------------------- | -------------------------------------------------------------------------------------------- | ------------------------------ |
| Katholische Filialkirche St. Apollonia | Niederwinkel, Hauptstraße 8 Lage     | 18. Jahrhundert            | dreiachsiger Saalbau, 18. Jahrhundert, bezeichnet 1934 (wohl Renovierung, eventuell Neubau?) | weitere Bilder Fotos hochladen |
| Quereinhaus                            | Niederwinkel, Hauptstraße 9 Lage     | 1841                       | Quereinhaus, bezeichnet 1841                                                                 | BW                             |
| Quereinhaus                            | Niederwinkel, Hauptstraße 13 Lage    | Mitte des 19. Jahrhunderts | Quereinhaus, Mitte des 19. Jahrhunderts                                                      | BW                             |
| Heiligenhäuschen                       | Niederwinkel, südlich des Ortes Lage | 18. oder 19. Jahrhundert   | rund geschlossener Mauerblock, 18. oder 19. Jahrhundert                                      | BW                             |
| Kapelle                                | Oberwinkel, Kapellenstraße 3 Lage    | Mitte des 19. Jahrhunderts | ehemalige Hofgutkapelle; zweiachsiger Putzbau, Mitte des 19. Jahrhunderts                    | BW                             |